# Eria lanuginosa
Eria lanuginosa är en orkidéart som beskrevs av Jeffrey James Wood. Eria lanuginosa ingår i släktet Eria och familjen orkidéer. Inga underarter finns listade i Catalogue of Life.